# Berzi Sándor (sportvezető)
Berzi Sándor, ifjabb, (Budapest. 1949. június 7.) magyar hivatásos labdarúgó-sportvezető. Apja Berzi Sándor, labdarúgó, sportvezető.

## Pályafutása
1967-ben a zuglói I. István Gimnáziumban érettségizett.

### Labdarúgóként
Mint játékos a Vasas tartalékcsapatáig vitte. Mészöly Kálmán edzősködése idején még a fiatalok oktatásával is foglalkozott.

### Polgári foglalkozásként
Budapesten végezte közgazdasági tanulmányait. Első munkahelye a Ganz–MÁVAG, majd a Malév, később pedig a közlekedésiek szakszervezetének lett a munkatársa. 1979-1989 között az MLSZ főtitkára, ahonnan az Állami Biztosítóhoz került.

### Nemzeti sportvezetőként
A rutinos sportvezető kisebb megszakítással 1979 óta dolgozik a magyar labdarúgásban. Az MTK-VM gazdasági vezetője, majd tíz éven keresztül, 1989 végéig elnökhelyettesként dolgozott. 1989. december 19-ei közgyűlésen Török Péter főtitkár távozása után az MLSZ történetének 21. főtitkárának választották. 1990-től 1996-ig - két év kihagyás - 1998-tól 2006-ig töltötte be a Magyar Labdarúgó-szövetség (MLSZ) főtitkári posztját. Nála hosszabb ideig senki sem gyakorolhatta ezt a tisztséget az honi futballszövetségben. Az MLSZ nemzetközi osztályának igazgatója (2006-2007, 2010-). 2008. áprilistól a Fehérvár FC ügyvezetője, fő feladata a nemzetközi normáknak megfelelő klubmodell kialakítása. 2011-től az MLSZ Játékvezető Bizottságának elnöke.

### Nemzetközi sportvezetőként
A kiváló nemzetközi kapcsolatokkal rendelkező Berzi Sándor változatlanul alelnök tagja marad az Európai Labdarúgó-szövetség (UEFA) fegyelmi bizottságának és az Eb-selejtezőket, illetve európai kupamérkőzéseket ellenőrző testületnek.

## Családi kapcsolat
Édesapja sikeres, ismert, a Vasas NB. I-es játékosa - többszörös amatőr válogatott -, éveken át az MLSZ elnökségében is tevékenykedett. Nős, két fiú édesapja. Felesége, Mesko Beáta, az MTK kosárlabda-csapatának játékosa.

## Kitüntetései, díjai
- A Magyar Érdemrend tisztikeresztje[1]

## Külső hivatkozások
- Berzi Sándor. pepsifoci.hu. [2011. január 8-i dátummal az eredetiből archiválva]. (Hozzáférés: 2011. augusztus 6.)
- Berzi Sándor. futballista.hu. [2009. május 24-i dátummal az eredetiből archiválva]. (Hozzáférés: 2011. augusztus 6.)

| Elődje: Vágner László | Játékvezetők elnöke 2011– | Utódja: Ismeretlen |